# Oreophryne phoebe
Oreophryne phoebe é uma espécie de anfíbio anuro da família Microhylidae. O seu estado de conservação ainda não foi avaliado pela Lista Vermelha da UICN. Está presente na Papua Nova Guné.